# Thomas Ziegler
Thomas Ziegler (født 24. november 1980 i Arnstadt) er en tidligere tysk professionel landevejscykelrytter, som har cyklet for T-Mobile Team.
Han bor i øjeblikket i Erfurt i Tyskland.
I 2005 vandt han Sachsen-Tour International etape 2